# Haddington Range
Haddington Range är ett berg i Kanada.   Det ligger i territoriet Nunavut, i den norra delen av landet, 3 500 km norr om huvudstaden Ottawa. Toppen på Haddington Range är 190 meter över havet, eller 3 meter över den omgivande terrängen. Bredden vid basen är 0,06 km.
Terrängen runt Haddington Range är platt åt nordväst, men åt sydost är den kuperad. En vik av havet är nära Haddington Range norrut. Trakten runt Haddington Range är nära nog obefolkad, med mindre än två invånare per kvadratkilometer.. Det finns inga samhällen i närheten.
Trakten runt Haddington Range består i huvudsak av gräsmarker.